# Il mondo perduto (miniserie televisiva)
Il mondo perduto (The Lost World) è un film per la televisione del 2001 basato sull'omonimo romanzo di Arthur Conan Doyle, diretto da Stuart Orme e sceneggiato da Adrian Hodges. Bob Hoskins interpreta il professor Challenger.
Questo film è stato prodotto dalla BBC e trasmesso sul canale BBC 1 nel Regno Unito e su A&E Network negli Stati Uniti. All'inizio questo film era consistito da due episodi di 75 minuti, per il Regno Unito, trasmessi rispettivamente il 25 e 26 dicembre 2001, negli Stati Uniti invece furono trasmessi il 6 e 7 ottobre 2002.

## Trama
(Edward Malone)
Viaggiando presso le regioni remote della foresta tropicale dell'Amazzonia, il professor Challenger cattura uno strano animale che risulta essere uno pterosauro preistorico. Durante una conferenza al Museo di Storia Naturale di Londra, ammette di aver ucciso l'animale personalmente. Il conferenziere, professore Summerlee lo congeda come una beffa intelligente, facendolo deridere. John Roxton, un ambizioso cacciatore, ed Edward Malone, celebre romanziere e giornalista, sono affascinati dall'idea di visitare quelle regioni e quindi annunciano la loro volontaria per la spedizione insieme a Challenger.
Sulla barca, il professore mostra, ad uno Summerlee sarcastico e ai suoi membri di spedizione, una mappa, disegnata da un certo Padre Mendoz, che finì nel remoto mondo perduto, un'area non segnata sulle carte geografiche del Brasile dove Challenger sostiene che ci vivano delle sconosciute creature. Vi si trova, più notevolmente, un altopiano che isolerebbe apparentemente gli abitanti della zona con il mondo perduto. Al suo arrivo, Roxton comincia ad amoreggiare con Agnes, la nipote del Reverendo Theo Kerr, un religioso lunatico che dissente dalle teorie del professore Challenger sull'evoluzionismo.
La spedizione riesce a trovare l'altopiano. Attraversando un ponte di un tronco d'albero, la squadra entra nel mondo perduto del Sudamerica, ad eccezione del Reverendo che spinge improvvisamente il tronco in una crepa profonda, lasciando così la squadra arenata. Nella giungla, Edward fa amicizia con un Hypsilophodonte, e la squadra rimane sbalordita dall'arrivo di un Iguanodonte e di uno Pterosauro che attacca e ferisce Sumerlee.
Il gruppo si ritira nella foresta, dove Edward rimane spaventato dall'apparizione di un uomo-scimmia. Nel mezzo della notte, mentre loro sono raggruppati attorno al fuoco, vengono attaccati da un grande carnivoro che viene identificato più tardi da Summerlee come un Allosauro. Scappando arrivano ad un lago che Malone battezza con il nome di "Gladis" mentre Roxton ed i professori rimangono sulla spiaggia. Edward ed Agnes camminano lungo la spiaggia finché non riappare l'Allosauro dalla foresta. L'animale però precipita in una buca, dove finisce ucciso da due punte di legno.
Dopo la loro fuga, scoprono che Challenger e Summerlee sono stati rapiti dagli uomini-scimmia, che li portano in una camera sacrificale dove vengono messi su di un foglio spesso di pietra coperta di sangue. Il sole traspare una fessura e le bestie mettono la testa di Summerlee in un incavo sul piatto di pietra, per fracassare la sua testa con una grande pietra. Roxton, però, arriva in tempo e riesce a salvare i due professori sparando sulle bestie. Challenger tenta di salvare le creature liberando il figlio di un capo indiano. La tribù riconosce Challenger come Padre Mendoz, l'uomo che ritornando dall'isola stese una mappa dell'area. All'inizio la tribù indiana pensa che questi visitatori siano dei diavoli, ma poi furono ben accolti nel villaggio nel quale arrivarono passando attraverso una caverna che era il loro unico percorso per uscire dall'altopiano. I due gruppi cooperano molto bene insieme, con Challenger che siede vicino al capo, e Roxton che si sposa con la figlia del patriarca. Comunque, la presenza degli uomini-scimmia disturba le persone della tribù ma, con la protezione del professore Challenger, rimangono rinchiusi in gabbie di legno.
Successivamente, due Allosauri attaccano il villaggio richiamati con degli strani versi dagli uomini-scimmia. Dopo aver provocato morte e distruzione, il primo Allosauro viene ucciso da Roxton ma il secondo, più grande Allosauro, uccide il capo. Con un atto della gentilezza, Agnes e Malone liberano gli uomini-scimmia che fuggono di nuovo nella giungla. Un uomo-scimmia, però, si ritrova un coltello fra le mani coltello tenendo d'occhio Roxton. Edward Malone riesce ad uccidere anche il secondo dinosauro, dopodiché raggiunse il capo ormai ridotto in fin di vita; infatti muore fra le braccia del proprio figlio che biasima gli intrusi bianchi. Durante l'attacco, Summerlee decide di far esplodere il passaggio dell'altopiano che rende impraticabile il loro unico percorso di fuga. La squadra riesce a fuggire mentre Roxton rimane indietro per fermarli. L'uomo-scimmia col coltello pugnala Roxton, e rimane su di un tumulo roccioso, ringhiando. Fuori, il Reverendo tenta di rendere impraticabile il passaggio al mondo perduto, minacciando, inoltre, di uccidere tutti di coloro che sarebbero passati e sigillando di nuovo l'unica via della caverna. Inizia una lotta contro Summerlee, che si conclude con uno sparo accidentale nel torace ai danni del Reverendo.
Gli esploratori ritornano a Londra, dove Challenger mostra al mondo un piccolo Pterosauro vivo, che fugge dal museo. Edward ne approfitta nel confessare il suo amore per Agnes nella grande sala del museo. Nella scena finale, Roxton è mostrato vivo e vegeto, insieme alla sua sposa Maree.

## Produzione
Il film è stato girato in Nuova Zelanda, fra: Flock Hill, Nelson, la Riserva Termale di Waiotapu e West Coast.